# 海克·卡末林·昂內斯
海克·卡末林·昂内斯（荷蘭語：Heike Kamerlingh Onnes，1853年9月21日—1926年2月21日），荷兰物理学家，和諾貝爾獎得主。他利用漢普森-林德循環來研究材料在冷卻到接近絕對零度時的行為，然後在1908年首次液化氦氣。他還在1911年發現了超導性。

## 生平
昂内斯1853年出生于荷兰的格罗宁根。他的父親哈姆·卡末林·昂內斯（Harm Kamerlingh Onnes）是一個磚廠的老闆。他的母親是阿納姆的安娜·葛迪納·科爾斯。
1870年，卡末林·昂內斯进入格罗宁根大学，第二年前往德国的海德堡大学，在1871年到1873年间跟随物理学家罗伯特·本生和古斯塔夫·基爾霍夫学习。1876年，昂内斯从格罗宁根大学本科毕业，1879年又在该校获得博士学位。他的論文是“Nieuwe bewijzen voor de aswenteling der aarde”（地球自轉的新證據）。

## 莱顿大学
1882年，昂内斯成为荷兰莱顿大学的物理学教授和物理实验室负责人，将实验室的主攻方向定为低温物理学。当时获得低温的主要手段是液化气体，1882年以前，只有氢气和氦气尚未被液化。英国物理学家杜瓦经过二十余年的研究，在1898年首次液化了氢气。莱顿大学物理实验室在昂内斯的领导下迅速发展，于1894年创建了莱顿大学低温物理实验室，建立了大型液化气工厂。1904年，他創辦了一個非常大的低溫實驗室，並邀請了其他研究者，這使他在科學界被高度重視。在被任命為教授僅一年後，他就成為荷蘭皇家藝術與科學學院的成員
。同年，他的研究团队液化了氧气，两年后又液化了氢气。

### 液化氦气
1908年7月10日，他的团队又应用漢普森-林德循環和低溫恆溫器和焦耳-湯姆遜效應，首次液化了氦气，以﹣269 °C（4.2 K）刷新了人造低温的新纪录。随后，他又利用液氦获得了1.5 K的更低温。在當時，這是達到地球上最冷的溫度。原本的設備在萊頓的布爾哈夫博物館（Boerhaave Museum）。昂内斯因此被称为“绝对零度先生”。

### 超导
1911年，卡末林·昂內斯在非常低的溫度進行純金屬（汞、錫、鉛）的電性分析。有些科学家如威廉湯姆森（开尔文勋爵）認為，在絕對零度下，電子流經導體時會完全停止，或者說，金屬的电阻將趋于無限大。其他人，包括卡末林·昂內斯，覺得一個導體的電阻將穩步下降，下降到零。马希森（Augustus Matthiessen）指出，當溫度降低時，通常會提高金屬的導電率，或換句話說，電阻率通常隨著溫度下降。昂內斯利用液氦将金和铂冷却到4.3 K以下，发现铂的电阻为一常数。随后他又将汞冷却到4.2 K以下，测量到其电阻几乎降为零，这就是超导现象。
1913年，昂内斯又发现锡和铅也和汞一样具有超导性。同年，由于对物质在低温状态下性质的研究以及液化氦气，昂内斯被授予诺贝尔物理学奖。
在昂内斯的领导下，莱顿大学物理实验室成为世界低温物理学的研究中心。1923年，昂内斯退休，1926年在莱顿逝世。为纪念他，莱顿大学物理实验室在1932年被命名为“卡末林·昂内斯实验室”。

## 个人生活
1877年，昂內斯和瑪莉亞（Maria Adriana Wilhelmina Elisabeth Bijleveld）结婚，有一子名阿爾伯特（Albert）。他的弟弟，麥梭（Menso Kamerlingh Onnes，1860~1925）是一位相當知名的畫家，其子Harm亦是画家；而他的妹妹珍妮（Jenny Kamerlingh Onnes）和另一個著名畫家弗洛里斯（Floris Verster）結婚。

## 外部連結
- （英文）诺贝尔奖官方网站关于昂内斯生平介绍 （页面存档备份，存于）